# Rimae Secchi

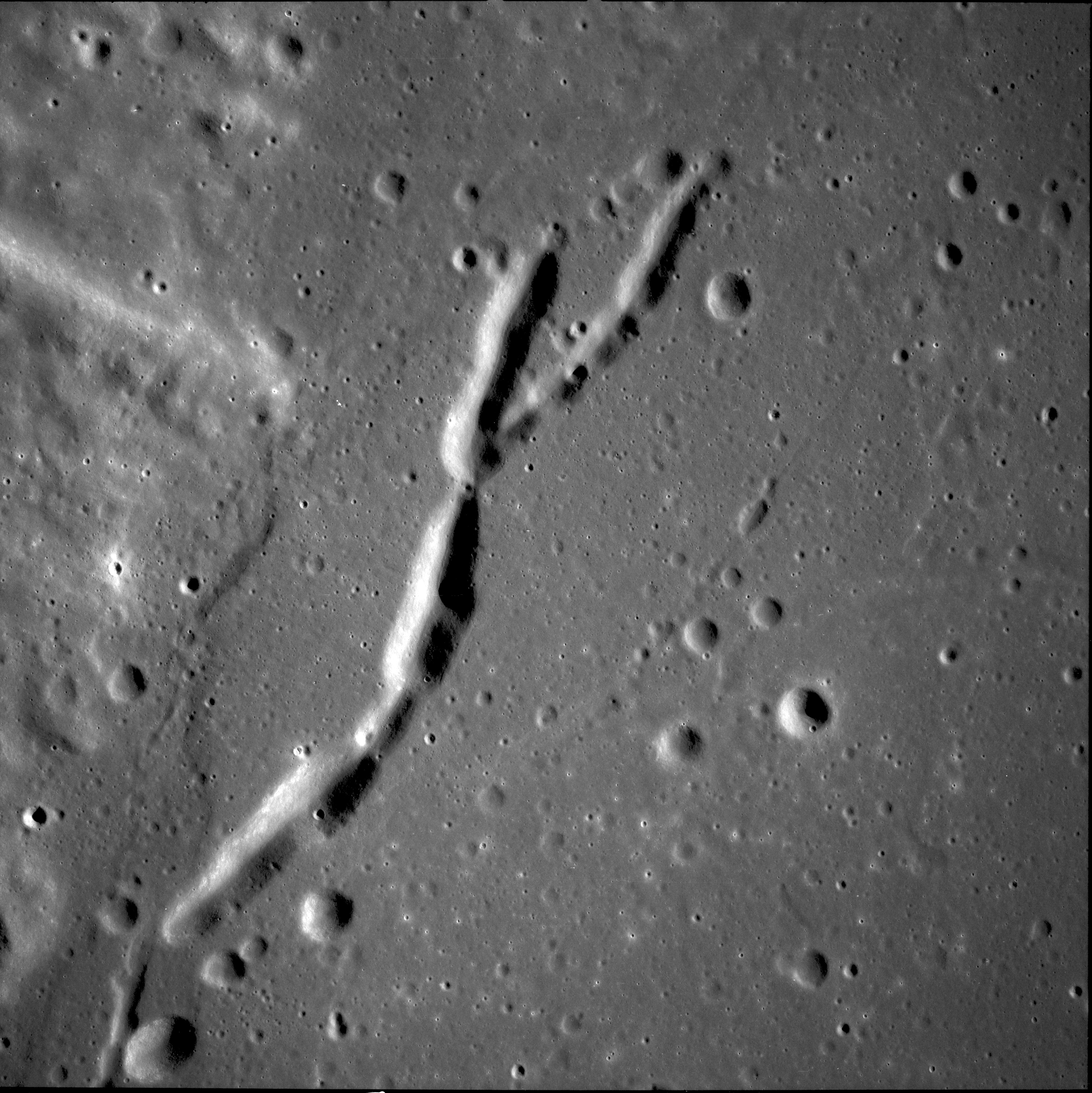
Rimae Secchi

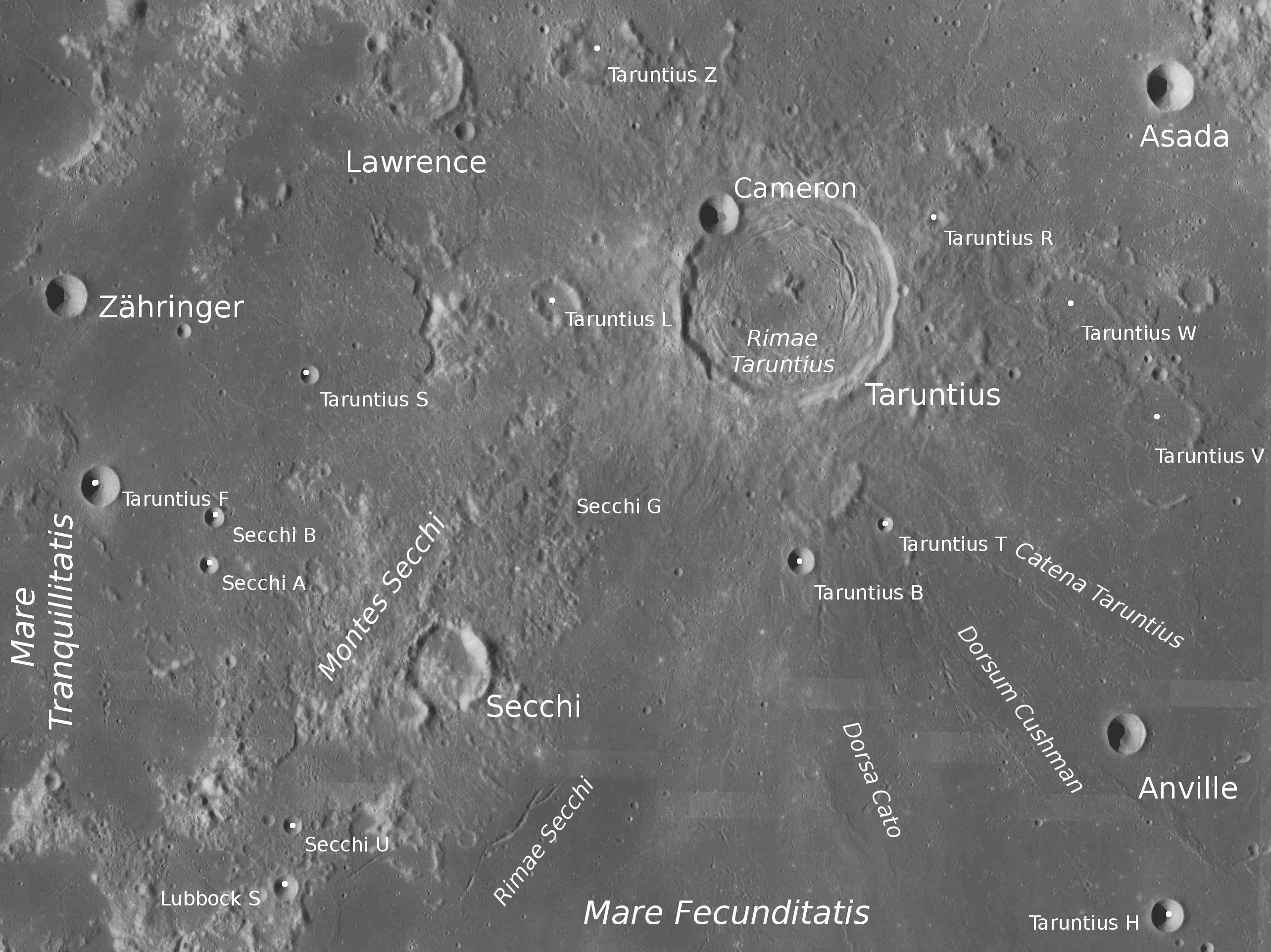
Poloha brázd Rimae Secchi.

Rimae Secchi je dvojice měsíčních brázd dlouhých cca 40 km nacházející se poblíž rovníku jižně od kráteru Secchi (podle něhož získala své jméno) na okraji Mare Fecunditatis (Moře plodnosti) na přivrácené straně Měsíce. Střední selenografické souřadnice jsou 1,0° S, 44,1° V. Severně se mimo mateřského kráteru nachází také pohoří Montes Secchi, východně v Moři plodnosti leží hřbet Dorsa Cato. Jižně leží brázda Rima Messier, která protíná měsíční rovník.